# Saillac (Lot)
Saillac település Franciaországban, Lot megyében. Lakosainak száma 148 fő (2022. január 1.). Saillac Saint-Projet, Bach, Beauregard és Varaire községekkel határos.

## Népesség
A település népessége az elmúlt években az alábbi módon változott:
| Lakosok száma | 135  | 109  | 114  | 135  | 161  | 164  | 159  | 154  | 151  | 148  |
|               | 1968 | 1982 | 1990 | 2006 | 2013 | 2015 | 2017 | 2019 | 2020 | 2022 |